# Grand prix des lectrices de Elle
Le Grand prix des lectrices de Elle est un prix littéraire français créé en 1970.

## Historique
La rédaction du magazine Elle effectue une première sélection de livres en privilégiant les premières œuvres, les jeunes auteurs, ou les nouveaux éditeurs et en éliminant systématiquement les œuvres déjà récompensées par des grands prix littéraires comme le Goncourt, le Femina, le Medicis, l'Interallié. À partir de là, chaque mois, de septembre à avril, les huit jurys de quinze lectrices de Elle sélectionnent les finalistes qui seront lus par les autres jurys pour élire les lauréats qui seront récompensés au mois de mai.
À sa création, il récompensait uniquement des romans, puis à partir de 1977, il a été décerné à deux catégories : un roman et un document, et depuis 2002, il couronne également un policier. Jusqu’en 1992, huit comités de lecture régionaux désignaient dans un premier temps « les livres du mois » et un jury national prenait le relais pour élire les deux grands Prix dans les catégories « roman » et « document ». Aujourd’hui, huit jurys mensuels de quinze lectrices forment un seul grand jury de cent vingt lectrices.

## Lauréats de la catégorie roman (depuis 1970)
- 1970 : Arlette Grebel pour Ce soir, Tania... - Gallimard
- 1971 : Michèle Perrein pour La Chineuse - Julliard
- 1972 : Elvire de Brissac pour Un long mois de septembre - Grasset
- 1973 : Simone Schwarz-Bart pour Pluie et vent sur Télumée Miracle - Seuil
- 1974 : Max Gallo pour Un pas vers la mer - Robert Laffont
- 1975 : Françoise Lefèvre pour La Première Habitude - Jean-Jacques Pauvert
- 1976 : Roger Boussinot pour Vie et mort de Jean Chalosse - Robert Laffont
- 1977 : Guyette Lyr pour La Fuite en douce - Mercure de France
- 1978 : Hortense Dufour pour La Marie-Marraine - Grasset
- 1979 : Jeanne Bourin pour La Chambre des dames - La Table Ronde
- 1980 : Marie-Thérèse Humbert pour À l'autre bout de moi - Stock
- 1981 : José-André Lacour pour Le Rire de Caïn - La Table Ronde
- 1982 : Clarisse Nicoïdski pour Couvre-Feux - Ramsay
- 1983 : Paul Savatier pour Le Photographe - Gallimard
- 1984 : Michel Ragon pour Les Mouchoirs rouges de Cholet - Albin Michel
- 1985 : Frédéric Rey pour La Haute Saison - Flammarion
- 1986 : François-Marie Banier pour Balthazar, fils de famille - Gallimard
- 1987 : Jack-Alain Léger pour Wanderweg - Gallimard
- 1988 : Kenizé Mourad pour De la part de la princesse morte - Robert Laffont
- 1989 : Charles Juliet pour L'Année de l'éveil - P.O.L.
- 1990 : Yves Beauchemin pour Juliette Pomerleau - Éditions de Fallois
- 1991 : Claire Bonnafé pour Le Guetteur immobile - Balland
- 1992 : Nicolas Bréhal pour Sonate au clair de Lune - Mercure de France
- 1993 : Bernard Werber pour Le Jour des fourmis - Albin Michel
- 1994 : Gisèle Pineau pour La Grande Drive des esprits - Le Serpent à Plumes
- 1995 : Paulo Coelho pour L'Alchimiste - Anne Carrière
- 1996 : Daniel Picouly pour Le Champ de personne - Flammarion
- 1997 : Élisabeth Gille pour Un paysage de cendres - Seuil
- 1998 : Tonino Benacquista pour Saga - Gallimard
- 1999 : Nancy Huston pour L'Empreinte de l'ange - Actes Sud
- 2000 : Catherine Cusset pour Le Problème avec Jane - Gallimard
- 2001 : Éric-Emmanuel Schmitt pour L'Évangile selon Pilate - Albin Michel
- 2002 : Isabelle Hausser pour La Table des enfants - de Fallois
- 2003 : William Boyd pour À livre ouvert - Seuil
- 2004 : Philippe Claudel pour Les Âmes grises - Stock
- 2005 : Philippe Grimbert pour Un secret - Grasset
- 2006 : Khaled Hosseini pour Les Cerfs-volants de Kaboul - Belfond
- 2007 : Dương Thu Hương pour Terre des oublis - Sabine Wespieser
- 2008 : Marie Sizun pour La Femme de l'Allemand - Arléa
- 2009 : Claudie Gallay pour Les Déferlantes - Éditions Rouergue
- 2010 : Véronique Ovaldé pour Ce que je sais de Vera Candida - Éditions de l'Olivier
- 2011 : Kathryn Stockett pour La Couleur des sentiments - Éditions Jacqueline Chambon / Actes Sud
- [1]
- 2012 : Delphine de Vigan pour Rien ne s'oppose à la nuit - Éditions Jean-Claude Lattès
- 2013 : Robert Goolrick pour Arrive un vagabond - Éditions Anne Carrière
- 2014 : Laura Kasischke pour Esprit d'hiver - Éditions Christian Bourgois
- 2015 : Anthony Marra pour Une constellation de phénomènes vitaux - Éditions Jean-Claude Lattès
- 2016 : Jean-Luc Seigle pour Je vous écris dans le noir - Éditions Flammarion
- 2017 : Leïla Slimani pour Chanson douce - Gallimard
- 2018 : Anna Hope pour La Salle de bal - Gallimard
- 2019 : ex æquo Adeline Dieudonné pour La Vraie Vie - L'Iconoclaste et Jesmyn Ward pour Le chant des revenants - Belfond[2]
- 2020 : Claire Berest pour Rien n'est noir - Stock[3]
- 2021 : Colum McCann pour Apeirogon - Belfond[4]
- 2022 : Anne Berest, La Carte postale - CGrasset[5].
- 2023: Blandine Rinkel, Vers la violence - Fayard[6]
- 2024: Jean-Baptiste Andrea, pour Veiller sur elle - L'Iconoclaste
- 2025: Jérôme Chantreau, pour L'affaire de la rue Transnonain - La Tribu

## Lauréats de la catégorie document (depuis 1977)
- 1987 : Laurence Deonna : La Guerre à deux voix - Labor et Fides
- 1992 : Anne Borrel, Alain Senderens et Jean-Bernard Naudin : Proust, la cuisine retrouvée - Le Chêne
- 1993 : Catherine Audard, Le Respect, de l'estime à la déférence : Une question de limite - Autrement
- 1994 : Alexandra Lapierre, Fanny Stevenson - Robert Laffont
- 1995 : Henriette Walter, L'Aventure des langues en Occident - Robert Laffont
- 1996 : Shusha Guppy, Un jardin à Téhéran - Phébus
- 1997 : Serge Toubiana et Antoine de Baecque, François Truffaut - Gallimard
- 1998 : Évelyne Bloch-Dano, Madame Zola - Grasset
- 1999 : Laurent Greilsamer, Le Prince foudroyé, la vie de Nicolas de Staël - Fayard
- 2000 : Sabine Melchior-Bonnet et Aude de Tocqueville : Histoire de l'adultère - La Martinère
- 2001 : François Bizot, Le Portail - La Table ronde
- 2002 : Władysław Szpilman, Le Pianiste - Robert Laffont
- 2003 : Jean-Pierre Perrin, Jours de poussière - Choses vues en Afghanistan - La Table ronde
- 2004 : Fabienne Verdier, Passagère du silence - Albin Michel
- 2004 : Anna Politkovskaïa, Tchétchénie, le déshonneur russe - Buchet/Chastel
- 2005 : Azar Nafisi, Lire Lolita à Téhéran - Plon
- 2006 : Charles Dantzig, Dictionnaire égoïste de la littérature française - Grasset
- 2007 : Dominique Bona, Camille et Paul, la passion Claudel - Grasset
- 2008 : Wangari Muta Maathai, Celle qui plante les arbres - Héloïse d'Ormesson
- 2009 : Jean-Paul Mari, Sans blessures apparentes - Robert Laffont
- 2010 : Éric Fottorino, L'Homme qui m'aimait tout bas - Gallimard
- 2011 : ex æquo : Benjamin Stora avec Tramor Quémeneur, Algérie 1954-1962 - Éditions Les Arènes / Anne-Marie Revol, Nos étoiles ont filé - Éditions Stock
- 2012 : Helene Cooper, La Maison de Sugar Beach
- 2013 : Rithy Panh, L'Élimination
- 2014 : Emmanuèle Bernheim, Tout s'est bien passé - Gallimard
- 2015 : Pauline Guéna et Guillaume Binet, L'Amérique des écrivains - Éditions Robert Laffont
- 2016 : Marceline Loridan-Ivens, Et tu n’es pas revenu - Grasset
- 2017 : Mathias Malzieu, Journal d'un vampire en pyjama - Albin Michel
- 2018 : Delphine Minoui, Les Passeurs de livres de Daraya : une bibliothèque secrète en Syrie - Seuil
- 2019 : Alex Marzano-Lesnevich, L'Empreinte - Sonatine [2]
- 2020 : Vanessa Springora, Le Consentement - Grasset[7]
- 2021 : David Carson et Landis Blair, L'Accident de chasse - Sonatine[4]
- 2022 : Mathieu Palain, Ne t'arrête pas de courir - L'Iconoclaste[5].
- 2023: Lola Lafon, Quand tu écouteras cette chanson - Stock[8]
- 2024: Neige Sinno, Triste tigre - P.O.L
- 2025: Adèle Yon, Mon vrai nom est Élisabeth - Éditions du sous-sol

## Lauréats, catégorie policier (depuis 2002)
- 2002 : Fred Vargas, Pars vite et reviens tard - Viviane Hamy
- 2003 : Harlan Coben, Ne le dis à personne - Belfond
- 2004 : Dennis Lehane, Shutter Island - Rivages
- 2005 : Dominique Sylvain, Passage du désir - Viviane Hamy
- 2006 : Mo Hayder, Tokyo - Presses de la cité
- 2007 : Arnaldur Indriðason, La Femme en vert (Graforþögn, 2001) / trad. de l'islandais par Éric Boury - Bibliothèque nordique : noir, Métailié
- 2008 : Marcus Malte, Garden of Love - Zulma
- 2009 : Caryl Férey, Zulu - Gallimard
- 2010 : Jesse Kellerman, Les Visages / trad. de l'anglais (États-Unis) par Julie Sibony - Sonatine Éditions
- 2011 : Lisa Gardner, La Maison d'à côté - Albin Michel (existe en livre audio aux éditions Thélème, lu par Élodie Huber).
- 2012 : Jussi Adler-Olsen, Miséricorde - Albin Michel
- 2013 : Gillian Flynn, Les Apparences - Sonatine
- 2014 : Ian Manook, Yeruldelgger - éditions Albin Michel
- 2015 : Mechtild Borrmann, Le Violoniste - Éditions du Masque
- 2016 : Jax Miller, Les Infâmes - Éditions Ombres noires
- 2017 : Olivier Norek, Surtensions - Michel Lafon
- 2018 : Eva Dolan, Les Chemins de la haine - Liana Levi
- 2019 : Franck Bouysse, Né d'aucune femme - La Manufacture de livres[2]
- 2020 : Tess Sharpe, Mon territoire - Sonatine[9]
- 2021 : Dolores Redondo, La Face nord du cœur - Gallimard[4]
- 2022 : Tana French, La Colline aux disparus - Calmann-Levy[5].
- 2023 : Camilla Grebe, L'Énigme de la Stuga - Calmann Lévy[10]
- 2024 : S. A. Cosby, Le Sang des innocents - Sonatine éditions[11]
- 2025 : Liz Moore, Le Dieu des Bois - Buchet-Chastel

## Lauréats, Grand Prix des lycéennes de "Elle" (depuis 2011)
- 2011: Kathryn Stockett, La couleur des sentiments - Actes Sud[12]
- 2012: Delphine de Vigan, Rien ne s'oppose à la nuit - Jean-Claude Lattès[13]
- 2013: Marc Dugain, Avenue des géants - Gallimard[14]
- 2014 (ex-aequo): Philippe Jaenada, Sulak - Julliard[15]
- 2014 (ex-aequo): Ruth Ozeki, En même temps, toute la terre et tout le ciel - Belfond[15]
- 2015: Jennifer Clement, Prières pour celles qui furent volées - Flammarion
- 2016: Jean-Luc Seigle, Je vous écris dans le noir - Flammarion[16]
- 2017: Leïla Slimani, Chanson douce - Gallimard[17]
- 2018 : Évelyne Pisier et Caroline Laurent, Et soudain, la liberté - Les Escales
- 2019: Adeline Dieudonné, La vraie vie - L'Iconoclaste[18]